# Kosteaneț, Starokosteantîniv
Kosteaneț (în ucraineană Костянець) este un sat în comuna Stețkî din raionul Starokosteantîniv, regiunea Hmelnîțkîi, Ucraina.

## Demografie
Componența lingvistică a localității Kosteaneț
     Ucraineană (98,02%)
     Rusă (1,98%)
Conform recensământului din 2001, majoritatea populației localității Kosteaneț era vorbitoare de ucraineană (98,02%), existând în minoritate și vorbitori de rusă (1,98%).